# Jean-Roland Dartiguenave
Pour les articles homonymes, voir Dartiguenave.
Jean-Roland Dartiguenave, né le 5 mars 1969 à Carrefour, est un joueur et entraîneur haïtien de football.

## Biographie

### Carrière de joueur

#### En club
Évoluant au poste de défenseur, Jean-Roland Dartiguenave s'expatrie au Venezuela dans les années 1990 et a l'occasion de jouer pour différents clubs dont l'Universidad de Los Andes, l'Estudiantes de Mérida et l'Atlético El Vigía. 
Il revient en 2000 à Haïti pour jouer au Violette AC, où il avait déjà évolué en 1987. Il porte aussi les couleurs de l'Aigle Noir AC et l'AS Mirebalais avant de mettre un terme à sa carrière de joueur en 2004.

#### En sélection
International haïtien de 1992 à 2000, Jean-Roland Dartiguenave dispute les éliminatoires des Coupes du monde de 1994 (2 matchs), 1998 (1 match) et 2002 (7 matchs). 
Il prend part à deux Coupes caribéennes des nations en 1998 – tournoi où il marque un doublé face aux Antilles néerlandaises, ses seuls buts en sélection – et 1999, compétitions où Haïti atteint à chaque fois les demi-finales. En 2000, il est convoqué pour disputer la Gold Cup aux États-Unis.
Buts en sélection
| Buts en sélection de J.-R. Dartiguenave | Buts en sélection de J.-R. Dartiguenave | Buts en sélection de J.-R. Dartiguenave | Buts en sélection de J.-R. Dartiguenave | Buts en sélection de J.-R. Dartiguenave | Buts en sélection de J.-R. Dartiguenave | Buts en sélection de J.-R. Dartiguenave |
|                                         | Date                                    | Lieu                                    | Adversaire                              | Score                                   | Résultat                                | Compétition                             |
| --------------------------------------- | --------------------------------------- | --------------------------------------- | --------------------------------------- | --------------------------------------- | --------------------------------------- | --------------------------------------- |
| 1.                                      | 22 juillet 1998                         | Independence Park, Kingston (Jamaïque)  | Antilles néerlandaises                  | 0-3                                     | 0-4                                     | Coupe caribéenne 1998                   |
| 2.                                      | 22 juillet 1998                         | Independence Park, Kingston (Jamaïque)  | Antilles néerlandaises                  | 0-4                                     | 0-4                                     | Coupe caribéenne 1998                   |

### Carrière d'entraîneur
Reconverti en entraîneur, Jean-Roland Dartiguenave prend en main l'AS Mirebalais et le Valencia de Léogâne. Entre septembre et octobre 2009, il dirige brièvement le Tempête FC, avant de rebondir l'année suivante à l'Aigle Noir AC.